# Anna Hardenberg
Anna Hardenberg (danska: Anne Hardenberg), född omkring 1539, död 1589, var en dansk hovdam. Hon var föremål för Fredrik II:s ungdomskärlek, och Fredrik försökte länge utan framgång få tillstånd att gifta sig med henne.  

## Biografi
Anne Hardenberg var dotter till godsägaren Corfitz Erik Hardenberg och Mette Christiernsdatter Skram (d. 1548), och brorsdotter till Eiler Hardenberg. Hennes farbror var hovmästare hos kronprins Fredrik, och själv var hon från 1557 till 1571 hovjungfru hos änkedrottning Dorotea. Hon beskrivs som begåvad, underhöll Dorotea med sin musikaliska talang och var känd för sina handarbeten. Hon hade enligt uppgift en god relation till både Dorotea och till prinsessan Anna, som hon brevväxlade med sedan denna gift sig med kurfursten av Sachsen. 
Det är inte känt när Fredrik blev förälskad i henne, men år 1558 bad drottning Dorotea sin son att inte försöka förhindra Annes påtänkta äktenskap med Olof Krognos. När Fredrik året därpå besteg tronen, utsattes han för press att ingå ett dynastiskt äktenskap. Han motsatte sig länge ett arrangerat äktenskap med en medlem av ett furstehus på grund av sin önskan att gifta sig med henne: år 1569 förklarade han fortfarande att han ville gifta sig med en medlem av den danska adeln, och syftade då på henne. Det är inte känt huruvida Anne Hardenberg besvarade hans känslor. Hennes egen trolovning och äktenskap uppsköts också under dessa år. Äktenskapet mellan Hardenberg och Fredrik mötte opposition från adeln, som inte ville ha en egen medlem som drottning, eftersom det skulle stöta maktbalansen mellan adelsätterna och troligen gynna hennes familj framför andra, och även från kungahuset, där särskilt Hardenbergs vän Anna av Sachsen var aktiv motståndare. Anne Hardenberg uttalade sig till slut själv mot äktenskapet.    
Först efter kungens giftermål 1572, sedan hon själv inför hans svärmor tvingats återge honom hans trohetslöfte, äktade hon själv 1573 sin tidigare friare Olof Krognos, och förklarade sig då lättad och nöjd. Hon blev änka samma år, och tillbringade resten av sitt liv på sitt änkesäte Bregentved .